# Saiyuki (serie televisiva)
Saiyuuki (西遊記? conosciuto in inglese come Adventures of the Super Monkey: Journey to the West) è un dorama stagionale invernale prodotto e mandato in onda da Fuji TV in 11 puntate nel 2006; si tratta di un adattamento moderno della famosa storia raccontata nel libro Il viaggio in Occidente.

## Trama
Un gruppo di strani individui è in viaggio in direzione dell'India alla ricerca di preziosi sutra appartenuti al Signore Buddha e che dovrebbero condurre all'illuminazione.

## Personaggi e interpreti

### Personaggi principali
- Shingo Katori - Son Goku, il re-scimmia
- Eri Fukatsu - Sanzou Hoshi, il monaco buddhista
- Atsushi Itō - Cho Hakkai, il mezzo uomo e mezzo maiale
- Teruyoshi Uchimura - Sagojo, il demone acquatico
- Asami Mizukawa - Rin Rin
- Koji Ohkura - Roshi

### Personaggi secondari
- Takuzo Kadono - Jintan (ep.1)
- Kaho - Kyoka (ep.1)
- Hidekazu Nagae - Gyumao (ep.1)
- Takuya Kimura - Emperor Genyoku (ep.1)
- Mitsuhiro Oikawa - Emperor Yosen (ep.2)
- Rieko Miura - Torei (ep.2)
- Wakana Sakai - Shunrei (ep.2)
- Sayaka Kaneko - Karei (ep.2)
- Taro Omiya - Ensen (ep.3)
- Kenichi Ishii - Bakunen (ep.3)
- Ran Ito - Keisen (ep.3)
- Risa Sudo - Kingyo (ep.4)
- Keiji Muto - Ganketsu (ep.4 e 8)
- Kazuaki Hankai - Omizu-sama / Emperor Reikan (ep.4)
- Takeru Shibuya - one of Ganketsu's children (ep.4)
- Koki Fuchigami - Tonton (ep.5)
- Reo Yoshitake - Junjun (ep.5)
- Ruri Matsuo - Minmin (ep.5)
- Kazuki Matsuoka - Wantan (ep.5)
- Hitomi Takahashi - Ms. Kogi (ep.5)
- Mitsuki Nagashima (ep.5)
- Hiroki Narimiya - Shushu / Keisho-Majin (ep.6)
- Yumiko Shaku - Meiran (ep.6)
- Satomi Tezuka - Renka (ep.7)
- Toshiya Sakai - Daifuku (ep.7)
- Masanori Ishii - Kogaiji (ep.8)
- Yutaka Matsushige - Konsei-Mao (ep.9)
- Mao Daichi - Rasetsunyo (ep.9-10)
- Ayumi Ishida - Suirei (ep.9)
- Rio Kanno - Suika (ep.9)
- Issei Takubo - Tenchoku (ep.9)
- David Itō - Kenma-Shogun (ep.10)
- Isao Yatsu - Kakurin (ep.10)
- Yuko Mano - Gyokuei (ep.10)
- Masaaki Sakai - the Buddha (ep.11)
- Shinji Yamashita - Sekiun (ep.11)
- Eisuke Sasai - Rigyoku (ep.11)

## Opere derivate
La serie live action è stata seguita da un film l'anno successivo con gli stessi attori protagonisti.
Con lo stesso soggetto e titolo, esistono anche una serie anime di Osamu Tezuka col titolo The Monkey, uscita negli anni sessanta, e due serie manga omonime, una del 1997 Saiyuki ideata da Kazuya Minekura la quale ha ispirato tre serie anime nei primi anni 2000, ed una del 1999 di Moribi Murano.